# Phantasmagoria (jogo eletrônico)
Phantasmagoria e um jogo de terror desenvolvido e publicado pela Sierra Entertainment, lançado em 31 de julho de 1995 para o Microsoft Windows, Sega Saturno, Mac OS Classic e DOS.
Feito durante o ápice dos "vídeos interativos" na indústria dos jogos de computador, Phantasmagoria é notório por ser um dos primeiros jogos de aventura a usar um ser humano sendo o personagem principal, visível quase o tempo todo. A atriz Victoria Morsell passou meses gravando em frente a uma tela azul as centenas de ações que os jogadores podiam fazer com que ela fizesse. O jogo foi lançado em 7 CD-ROMs para acomodar o grande número de vídeos gerados por este processo.
Phantasmagoria foi uma boa propaganda para a designer de jogos Roberta Williams, mais conhecida por seus jogos familiares como a série King's Quest. Mostrando violência e sangue gráfico, além de uma cena de estupro, o jogo trouxe muitas controvérsias sobre restrições de idade e sobre os públicos-alvo. Foi banido na Austrália, e outras lojas grandes dos Estados Unidos recusaram-se a vendê-lo.
De acordo com o site Oriongames, é o sexto jogo mais assustador até o início de 2010.

## Jogabilidade
O jogo é inteiramente controlado pelo mouse, sendo que é possível interagir com objetos e personagens apenas clicando sobre eles. Diferente de outros jogos em point e click, todos os diálogos são feitos automaticamente, sem intervenção do jogador.

## Trama
A trama do jogo gira em torno da protagonista, Adrienne, e seu marido Don vivendo numa mansão que ao menos parece se localizar numa ilha. conforme o passar do jogo os mistérios sobre o enredo e a explicação sobre os eventos sobrenaturais da mansão vão se mostrando, revelando a trama. a trama em si não demonstra complexidades, mostrando ainda, determinados elementos clichês (como a mansão assombrada e personagens loucos cujas risadas lembram filmes B).o jogo conta com apenas um final (considerado bom, o restante são apenas cenas em que Adrienne morre).

## Personagens Principais
Adrienne Delaney: Protagonista do jogo, é uma escritora que junto com seu marido Don decidem se mudar para a mansão que pertenceu a Carnovasch. Possui uma natureza simpática e doce, não chegando porém a ingenuidade.
Donald Gordon: Apelidado como Don, é marido de Adrienne e um fotógrafo, que, junto com sua esposa, se muda para a mansão de Carnovasch.
Zoltan Carnovasch: O senhor Carno (abreviação de seu sobrenome Carnovasch), foi um mágico que viveu no século XIX e era o original proprietário da mansão. é parte integral da trama, sendo ele responsável pelos acontecimentos que ocorreram na mansão no passado.

## Sequencias
Em 1996, Phantasmagoria 2: A Puzzle of Flesh de Lorelei Shannon foi lançado. Deixando de lado a interatividade única de um jogo de aventura em favor do formato de vídeos interativos, a seqüência foi mais cara para ser produzida e menos popular com o público, já cansado de jogos baseados em vídeos. O jogo foi um fracasso financeiro e nenhum outro título da série foi produzido.

## Filme Longa Metragem
Cineastas independentes estão produzindo um filme longa metragem baseado na história do primeiro Phantasmagoria, para PC, que deverá ser anunciado em 2015.